# Utwe
Utwe (ou Utwa) est une des quatre municipalités de l'État de Kosrae, un des États fédérés de Micronésie, dans la partie méridionale de l'île. Elle compte 983 habitants en 2010 et son principal centre est Utwa Ma.

## Géographie

### Démographie
| 1925 | 1930 | 1935 | 1958 | 1967 | 1973 |
| ---- | ---- | ---- | ---- | ---- | ---- |
| 117  | 125  | 150  | 557  | 499  | 698  |

| 1980 | 1986  | 1994  | 2000  | 2010 | - |
| ---- | ----- | ----- | ----- | ---- | - |
| 912  | 1 077 | 1 056 | 1 067 | 983  | - |